# Un weekend particolare
Un weekend particolare è un film commedia sentimentale del 2023 diretto da Gianni Ciuffini.

## Trama
Elena, proprietaria di una rinomata galleria d'arte a Firenze, si reca a Malta con il giovane artista emergente Bruno per organizzare una mostra. Al resort Julian, Elena incontra il suo ex Claudio, portato lì dal portiere Pierre, con cui condivide un passato significativo. Claudio è accompagnato da Annie, una giovane modella. Elena, decisa a vendicarsi del tradimento di Claudio, avvia una serie di vendette che porta a confronti e realizzazioni. Nel frattempo, Bruno ed Annie iniziano una nuova relazione. Alla fine, Elena, dopo aver affrontato i suoi sentimenti, dà una seconda possibilità a Claudio.

## Produzione e distribuzione
L'anteprima del film si è tenuta il 16 ottobre 2023 al Cinema Caravaggio di Roma. Il film è uscito nelle sale italiane il 19 ottobre 2023, con distribuzione curata da Draka Distribution. La commedia è stata girata e ambientata a Malta.
Il film è dedicato al produttore cinematografico Massimo Cristaldi, scomparso nel 2022.